# Ваш дружній сусід Людина-павук
«Ваш дружній сусід Людина-павук» (англ. «Your Friendly Neighborhood Spider-Man»), раніше «Людина-павук: Рік перший» (англ. «Spider-Man: Freshman Year») — американський супергеройський анімаційний серіал на відеостримінґовому сервісі Disney+. Проєкт анонсований 12 листопада 2021 року на Disney+ Day 2021.
Перший сезон мультсеріалу транслювався з 29 січня по 19 лютого 2025 року на Disney+. Другий та третій сезони знаходяться в розробці.

## Сюжет
«Ваш дружній сусід Людина-павук» — анімаційний серіал, що досліджує історію походження Пітера Паркера та його перші кроки як Людини-павука. Події серіалу розгортаються в альтернативній часовій лінії мультивсесвіту Marvel, де Пітер набуває своїх здібностей унаслідок часової парадоксальної події, спричиненої мандрівкою у часі доктора Стівена Стренджа під час його битви з симбіотичним прибульцем. На відміну від основної часової лінії Кіновсесвіту Marvel, у цьому всесвіті ментором Пітера Паркера стає Норман Озборн, а не Тоні Старк.

## Акторський склад
- Гадсон Теймс — Пітер Паркер / Людина-павук
- Карі Валґрен — Мей Паркер
- Ґрейс Сонґ — Ніко Мінору
- Юджин Бірд — Лонні Лінкольн
- Зено Робінсон — Гаррі Осборн
- Колман Домінґо — Норман Осборн
- Г'ю Денсі — Отто Октавіус
- Чарлі Кокс — Шибайголова